# 막심 칼리니첸코
막심 세르히요비치 칼리니첸코(우크라이나어: Максим Сергійович Калиниченко, Maksym Serhiyovych Kalynychenko, 1979년 1월 26일, 소련 우크라이나 SSR 하르키우 ~ )는 우크라이나의 전 축구 선수이다. 그는 2006 FIFA 월드컵 당시 사우디아라비아와의 조별 예선 두 번째 경기에서 우크라이나의 FIFA 월드컵 본선 4번째 골이자, 우크라이나의 4-0 완승을 확정짓는 골을 넣었고, 그 경기의 최우수 선수로 선정되었다.

## 수상
개인
- 2006년 FIFA 월드컵 사우디아라비아 vs 우크라이나 조별리그 맨 오브 더 매치